# Estació de Foneria
Foneria és una estació del metro de Barcelona on s'aturen trens de la L10 Sud.
Aquesta estació forma part del tram 2 de la L9/L10 (Zona Franca | ZAL – Zona Universitària), disposa d'ascensors i escales mecàniques. Se situa al passeig de la Zona Franca, entre el carrer de Foneria i la Plaça de la Marina de Sants. Té 3 accessos al passeig de la Zona Franca.
Inicialment es preveia obrir l'estació l'any 2007, però a causa de diferents imprevistos, la inauguració es va posposar. Finalment, l'estació va obrir les portes el 8 de setembre de 2018 juntament amb l'estació de Foc.

## Serveis ferroviaris
| Metro de Barcelona             |     |       |                       |                        |
| Procedència/Destinació         | <   | Línia | >                     | Procedència/Destinació |
| Zal \| Riu Vell                | Foc |       | Ciutat de la Justícia | Collblanc              |
| Projectat                      |     |       |                       |                        |
| Pratenc                        | Foc | obres | Ciutat de la Justícia | Gorg                   |
| Font ampliació: PDI 2009-2018. |     |       |                       |                        |

## Galeria d'imatges

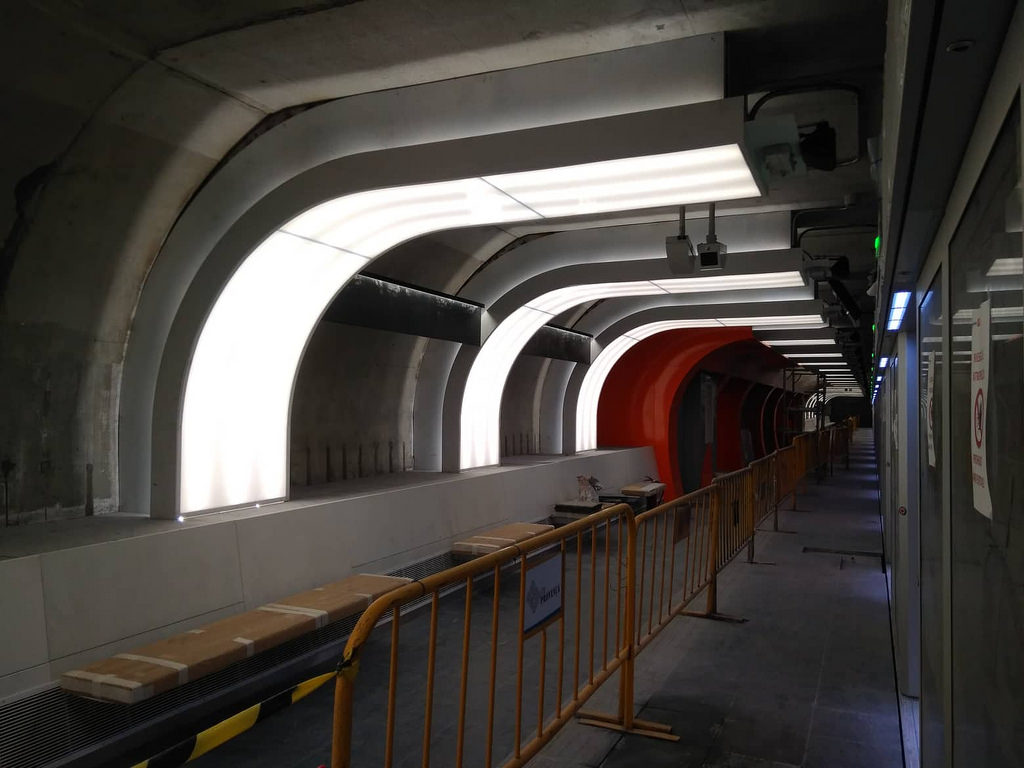
L'estació durant la construcció
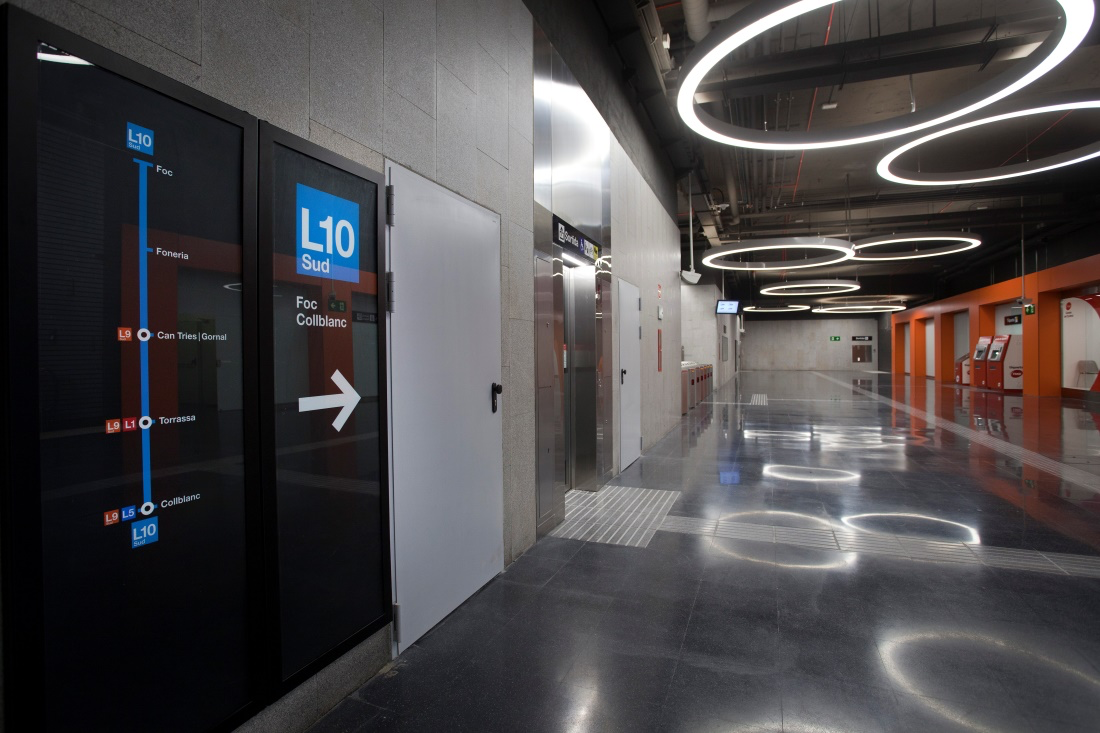
Vestíbul de l'estació accedint des del carrer
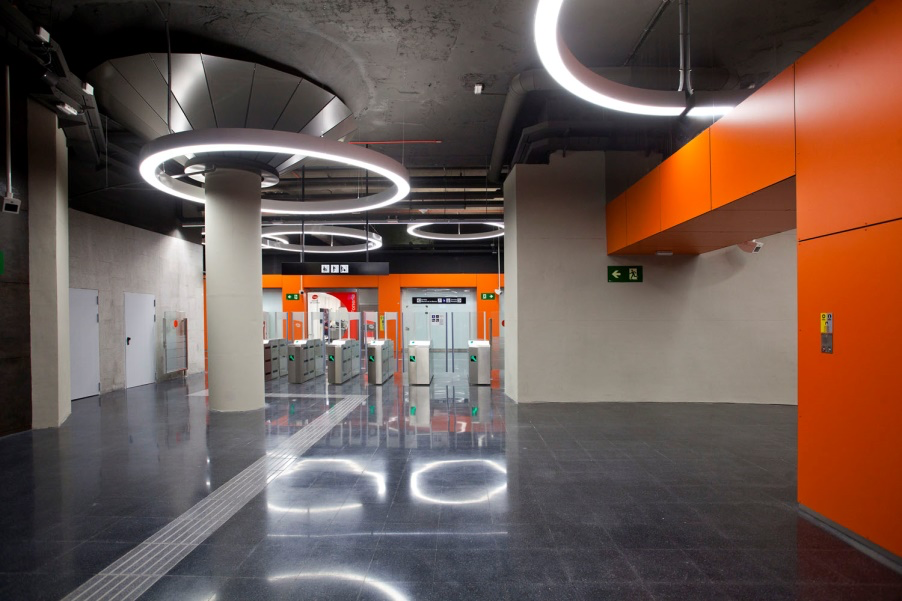
Vestíbul de l'estació un cop creuades les validadores
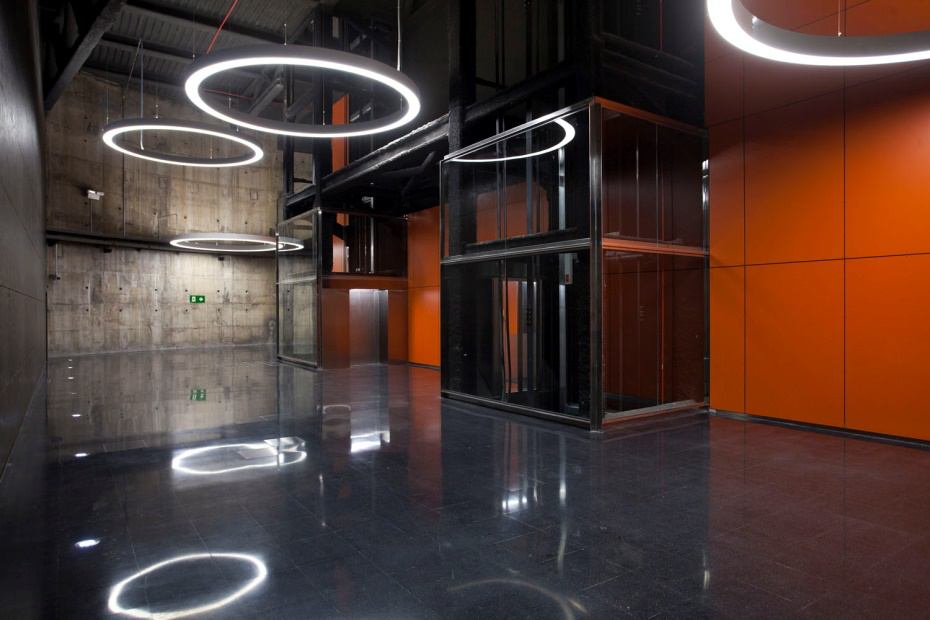
Ascensors que comuniquen les andanes amb el vestíbul